# NGC 4290
NGC 4290 је спирална галаксија у сазвежђу Велики медвед која се налази на NGC листи објеката дубоког неба.
Деклинација објекта је + 58° 5' 33" а ректасцензија 12h 20m 47,5s. Привидна величина (магнитуда) објекта NGC 4290 износи 12,0 а фотографска магнитуда 12,8. Налази се на удаљености од 42,1000 милиона парсека од Сунца. NGC 4290 је још познат и под ознакама UGC 7402, MCG 10-18-29, CGCG 293-12, KCPG 329B, IRAS 12183+5822, PGC 39859.